# 自然輸入法
自然輸入法，全名「自然智慧型中文輸入系統」，前稱「國音輸入法」，最新版稱為「自然輸入法V13」，是一款由許聞廉博士在1990年發明的智慧型中文輸入法。它除了內設注音輸入法外，還設有漢語拼音輸入法、倉頡輸入法等輸入法。由於自然輸入法不是作業系統內建的中文輸入法軟體，使用者需購買或至官方網站下載試用版（Windows系統可免費下載注音版）才能使用。

## 源流
隨著資訊時代的來臨，電腦及網路的普及，政府與企業迅速電子化的浪潮下，現代人日常生活中的文書處理、甚至於娛樂休閒，均逐漸由電腦拼字取代人工書寫。然而，電腦中文化最大的瓶頸在於沒有一種方便好用的「輸入法」。目前中文輸入法不下十餘種，大致可分為字形與字音輸入兩大類。但供非專業人員使用的注音輸入法往往重碼率高，使用者必須忙於選字，無法達到快速且正確打字的效果。自然輸入法的前身「國音輸入法」經過四年的鑽研，建構了一套自動辨認同音字的系統，經過八百萬字的報紙資料測試的結果，平均正確率達到百分之九十五，使注音輸入進入實用的階段。這個系統最大的特色是能夠不斷地修正、改進，不像一般以字頻、詞頻為主的統計方法有其無法突破的瓶頸，而是根據一些對人類「理解」系統的假設，使用「樣式比對」（pattern matching）方法，建立各個字、詞出現的環境特徵，並以統計決定各個模板的強度與邊際效用。

## 版本與特色

### 版本演進
自然輸入法歷經十幾年的演變，從早期的DOS環境下的國音輸入法，到現今的版本，大致介紹如後。

- 1990年：國音輸入法（DOS環境）
  - 1988年開始規劃國音系統，歷經四年完成「國音輸入法」。
- 1993年：國音輸入法V2.11
  - 榮獲1993年第一屆十大傑出中文資訊產品獎。
- 1994年：自然注音輸入法V3.1 （Windows 3.1環境）
  - 以『全句語意分析』為原則，依照上下文選取同音字。
- 1996年：Open Chinese 開放式中文輸入系統（自然輸入法V4.0）（Windows 95/NT環境）
- 1998年：自然輸入法V5.0（Windows 98/NT 4.0環境）
- 1999年：自然新注音、自然輸入法99（V5.04）
- 2001年：自然輸入法V6.0（Windows Me/2000環境）
  - 強化語意分析能力，並融合注音、倉頡、拼音等多種輸入法、語音功能、容錯能力，並調整人機介面，讓自然輸入法更加的自然。
- 2002年：自然輸入法V6.5
  - 為了支援Windows XP，改為完全32位元環境。
- 2003年：自然輸入法2003（V7.0）（Windows XP）
  - 新增了Big5E外字，可以輸入罕見字與日文平假名、片假名，可以輸出Unicode字、簡體字，或是輸出通用拼音、漢語拼音碼、注音碼、點字碼，提供了單字部首查詢、更新語音朗讀聲音，提供符號、成語、片語、詞彙編輯功能。
- 2004年：自然輸入法2003（V7.5）
- 2005年：自然輸入8（V8.0）
  - 支援世界各國的Windows 2000/XP/2003作業系統，使用者不必再去修正Windows的地區語言（Locale）為「台灣」，就可以直接使用。此外，新增華語文教學需要的功能，包含音標（注音、通用拼音、漢語拼音）、一字多音、同音字、同音詞、近音字、部首筆畫、成語、發聲等查詢；打字可以輸出正體字、簡體字、音標，或是漢字附帶音標。
- 2009年：自然輸入9（V9.0）
  - 提升選字正確率，並支援Windows Vista、Windows 7（限32位元環境）。支援《魔獸爭霸》、《天堂》、《天龍八部》等數十種線上遊戲，可自訂虛擬寶物名詞快速呼叫輸入。支援Windows Live Messenger與Yahoo! Messenger，提供超過100個表情符號及1000個特殊符號。
- 2013年：新自然輸入法 (V10.0)
  - 支援Windows 7、Windows 8 Desktop/Metro。雲端詞庫備份還原。分為「注音版」與「專業版」，前者登錄用戶電子信箱即可免費使用，後者需付費使用。
- 2013年：新自然輸入法 (V10.1)
  - 支援平板模式(但在Windows 10平板模式下仍需要外接鍵盤，並未整合到Windows 觸控式鍵盤) → 最新版本已無支援。
- 2014年：自然輸入法Mac版
  - 支援Mac OS。
- 2016年：自然輸入法V11
  - 支援Windows 7 / Windows 8 & 8.1 / Windows 10、OS X 10.10以上
- 2020年：自然輸入法V12
  - 支援Windows 10 1607以上作業系統、macOS Mojave 10.14以上作業系統。提供多種創新功能，像是「數字快打」、「符號2.0」、「詞語管理2.0」等。
- 2021年：自然輸入法V12
  - 支援Apple Silicon M1晶片、macOS Big Sur 11.0，完全相容新的Mac電腦。
  - 提供V12注音免費版及訂閱版，採用年／季／月繳訂閱模式讓用戶完成訂閱即可使用，並且自動續訂。
- 2023年：自然輸入法V13
  - 支援 Windows 11、Windows 10 1903 或以上、macOS Catalina 10.15 或以上作業系統，提供「長句聯想」、「英文聯想」、「智慧中英切換」等功能，預測使用者要輸入的內容，減少重複輸入的次數。
  - 提供買斷序號版與付費訂閱方案，採用年／季／月繳訂閱模式讓用戶完成訂閱即可使用，並且自動續訂。
  - 提供V13 Lite版，僅支援 Windows 作業系統。

### 輸入法
自然輸入法結合注音及字形輸入的元素，可依使用者習慣選擇適用。包括注音輸入及倉頡輸入，亦可以漢語拼音輸入及通用拼音輸入。事實上，自然輸入法的核心元素為音轉字系統。中文與其他拼音語文很大的不同點在於，任一個中文字往往有很多同音字，輸入法若要能夠做到自動為使用者選字，就必須有一套周詳的規則來控制字、詞正確地出現；基於此，字、詞組合基本規則的建立，便是所謂的「脈絡會意法」，能幫助使用者在使用時能夠自動選字校正、自動學習。因此，這套控制字詞在適當的環境下出現的龐大語意規則，便是將人類於使用語言的思考模式試圖予以規則化的嘗試，也是自然輸入法獨特之處。

### 許氏鍵盤
許氏鍵盤是改良型的注音鍵盤，是由許聞廉先生所創。充分利用注音符號和英文字母的自然對應關係，減輕記憶鍵盤的負擔。對於熟悉英文鍵盤的使用者，只需極短的時間就能學會許氏鍵盤，並且能將英文打字的速度轉移到中文打字上，免除因不熟悉標準注音鍵盤而必須二次學習的困擾。許氏鍵盤的位置安排，是以使用者較常使用的25個鍵為範圍，可大幅減低輸入時手動的範圍及頻率，與使用到小指打字的頻率。缺點是和拼音的雙拼方案一樣由於聲韻不分離難以和大千式鍵盤排列一樣使用聲韻並撃來加快輸入速度。
| Ａ | Ｂ | Ｃ | Ｄ | Ｅ | Ｆ | Ｇ | Ｈ | Ｉ | Ｊ | Ｋ | Ｌ | Ｍ | Ｎ | Ｏ | Ｐ | Ｑ | Ｒ | Ｓ | Ｔ | Ｕ | Ｖ | Ｗ | Ｘ | Ｙ | Ｚ |
| -- | -- | -- | -- | -- | -- | -- | -- | -- | -- | -- | -- | -- | -- | -- | -- | -- | -- | -- | -- | -- | -- | -- | -- | -- | -- |
| ㄘ | ㄅ | ㄒ | ㄉ | ㄧ | ㄈ | ㄍ | ㄏ | ㄞ | ㄐ | ㄎ | ㄌ | ㄇ | ㄋ | ㄡ | ㄆ |    | ㄖ | ㄙ | ㄊ | ㄩ | ㄑ | ㄠ | ㄨ | ㄚ | ㄗ |
| ㄟ |    | ㄕ |    | ㄝ |    | ㄜ | ㄛ |    | ㄓ | ㄤ | ㄥ | ㄢ | ㄣ |    |    |    |    |    |    |    | ㄔ |    |    |    |    |
|    |    |    | ˊ  |    | ˇ  |    |    |    | ˋ  |    | ㄦ |    |    |    |    |    |    | ˙  |    |    |    |    |    |    |    |

- 註：第一聲以空格鍵輸入。

| 字音：字音相似           | ㄅㄆㄇㄈㄉㄊㄋㄌㄍㄎㄏㄐㄒㄖㄗㄙㄝㄞㄟㄡㄣㄧ ＢＰＭＦＤＴＮＬＧＫＨＪＣＲＺＳＥＩＡＯＮＥ |
| 字形：字形相似           | ㄑㄚㄠㄢㄤㄥㄦㄨㄩ ＶＹＷＭＫＬＬＸＵ                                                     |
| 對應：字鍵順位，整組記憶 | ㄓㄔㄕㄘ ＪＶＣＡ                                                                         |
| 手順：方便手指           | ˙ˊˇㄜㄛˋ ＳＤＦＧＨＪ                                                                     |

### 人性化介面
而在自然輸入法的介面上，因應個人化及人性化的需求，讓使用者可調整輸入視窗字體、放大螢幕鍵盤、改變輸入法視窗顏色、同步發音及快速切換簡繁輸入。

### 自動化學習
從事中文輸入時，往往在不同的工作領域中會有一些獨特的專有名詞。為了因應不同的語境，使用者可藉助自動學習的功能，減少選字的時間，增加中打的速度。只要是修改過後的詞句，系統便會自動學習，下一次出現同樣的詞彙便會自動修正；學習三次之後，即會永久學習。經由學習而得的詞彙，會被自動存入「使用者詞庫」中永久儲存。

## 資料來源
1. ↑  https://www.goingpro.me/download （页面存档备份，存于） 自然輸入法｜檔案下載
2. 1 2  許聞廉、陳克健,  (PDF), , 中央研究院資訊科學研究所, 1993  [2008-08-26], （原始内容 (PDF)存档于2006-10-15）
3. ↑  .   [2008-08-26]. （原始内容存档于2018-06-05） （中文（繁體））.
4. ↑  .   [2008-08-26]. （原始内容存档于2008-08-02） （中文（繁體））.
5. ↑  .   [2008-08-26]. （原始内容存档于2008-09-15） （中文（繁體））.

## 外部連結
- 自然輸入法 （页面存档备份，存于）
- 網際智慧股份有限公司 （页面存档备份，存于）
- 智慧代理人系統實驗室 （页面存档备份，存于）
- 許聞廉教授個人網頁 （页面存档备份，存于）
- 許氏鍵盤--只用25個鍵作注音輸入
- 「自然」智慧型輸入系統的語意分析「脈絡會意法」